# Wassili Wassiljewitsch Engelhardt

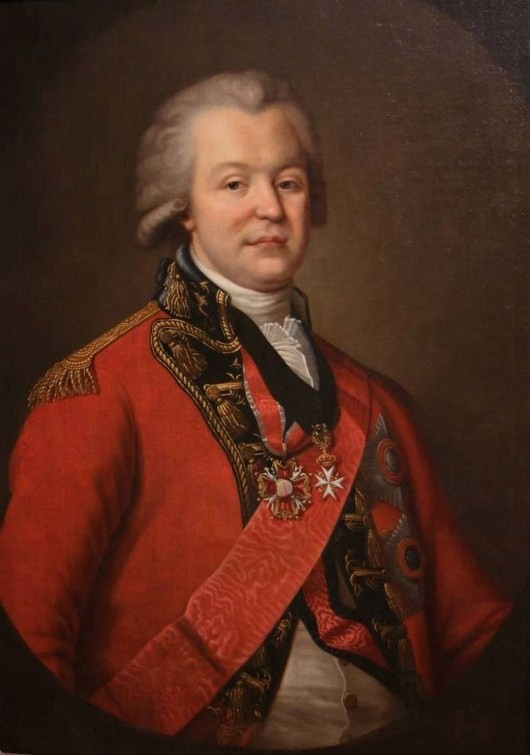
Wassili Wassiljewitsch Engelhardt

Wassili Wassiljewitsch Engelhardt (russisch Василий Васильевич Энгельгардт; * 1. Apriljul. / 12. April 1758greg.; † 12. Maijul. / 24. Mai 1828greg. in Olschana) war ein deutschbaltisch-russischer Offizier und Staatsmann.

## Leben
Engelhardts Vater Wassili Andrejewitsch Engelhardt aus der deutschbaltischen Familie Engelhardt war Rittmeister der Smolensker Szlachta. Engelhardts Mutter Jelena Alexandrowna Potjomkina war die Schwester Fürst Potjomkins. Engelhardts Schwestern Alexandra (1754–1838), Warwara (1757–1815), Jetkaterina (1761–1829) und Tatjana (1769–1841) spielten bedeutende Rollen am Hofe Katharinas II. Engelhardt schlug zunächst die Militärlaufbahn ein und kommandierte 1778 das belarussische Husarenregiment. 1790 wurde er General-Porutschik.
Engelhardt erbte 1791 von Fürst Potjomkin im Gouvernement Smolensk dessen Familiensitz und Landgut Tschischowo (Rajon Duchowschtschina), dessen Verwalter der Onkel Michail Glinkas war, und den Landsitz Pokrowskoje (Demidowski rajon) mit der von Iwan Jegorowitsch Starow 1786 nachgebauten Villa Rotonda (1923 abgerissen). 1797 wurde Engelhardt Senator und Wirklicher Geheimer Rat (2. Rangklasse). 1800 verließ er den Staatsdienst.
1813 erwarb Engelhardt im Gouvernement Kleinrussland von den Erben des Grafen Sawadowski das Landgut Ljalitschi (Rajon Surasch) mit dem von Giacomo Quarenghi erbauten Schloss Jekaterinodar mit 250 Zimmern, Porzellanfliesen, Malachit-Kaminen, prächtiger Bibliothek und lebensgroßer Katharina-Statue (1780–1795) und der Kirche der Heiligen Katharina (1793–1799). In den 1850er Jahren gehörte das Schloss dem Maler und Musikliebhaber Nikolai Atryganjew, der hier viele bekannte Kulturschaffende empfing. Das Schloss verfiel dann und war nach der Oktoberrevolution nur noch eine Ruine. Die Katharina-Kirche wurde bis 1937 benutzt. 1974 wurde die Kirche als Architektur-Denkmal anerkannt. 2011 wurde mit der Restaurierung der Katharina-Kirche begonnen. 2013 wurden die Arbeiten eingestellt.
Engelhardt war bekannt als guter Verwalter seiner Landgüter. Er kümmerte sich um die Bedürfnisse seiner Bauern und verfolgte streng Diebstahl und Trunksucht. In Tschischowo ließ er eine Steinkirche bauen, unter deren Altar er bestattet wurde.
Engelhardt hatte mit einer „polnischen Fürstin“ fünf Kinder, die 1801 anerkannt wurden. Andrei Wassiljewitsch (1780–1834) wurde Polkownik. Wassili Wassiljewitsch (1785–1837) schied als Polkownik aus dem Dienst und veranstaltete in dem prächtigen 1759–1761 von F.-B. Rastrelli gebauten Haus Engelhardt am Newski-Prospekt 30 in St. Petersburg öffentliche Konzerte und Kostümbälle, zu denen auch die Mitglieder der kaiserlichen Familie kamen. Er verkehrte mit Puschkin in dem St. Petersburger Literaturverein und im St. Petersburger Theaterverein. Alexandra Wassiljewna (1787–1808) heiratete den Kapitan Iwan Bogdanowitsch Krajewski, der 1858 starb. Jekaterina Wassiljewna (1797–1818) heiratete den General Nikanor Michailowitsch Swetschin. Pawel Wassiljewitsch (1798–1849) wurde nach dem Tod seines Vaters Grundherr des Leibeigenen Taras Schewtschenko.

## Ehrungen
- Orden des Heiligen Wladimir, II. Klasse, I. Klasse
- Russischer Orden des Heiligen Georg IV. Klasse
- Alexander-Newski-Orden
- Kaiserlich-Russischer Orden des Heiligen Johann von Jerusalem der Englisch-Bayerisch-Russischen Zunge des Malteserordens

## Engelhardt-Immobilien

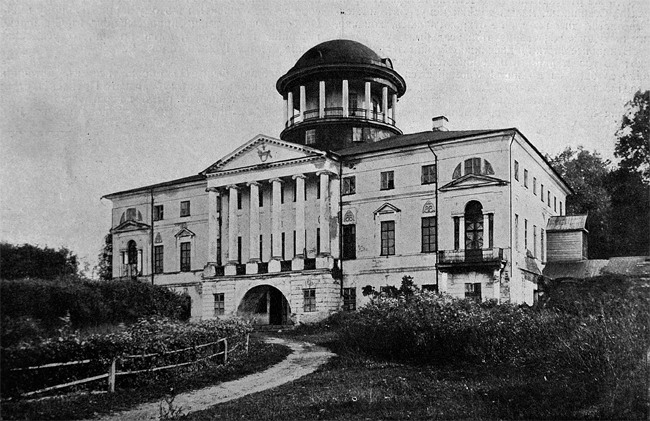
Palais Pokrowskoje
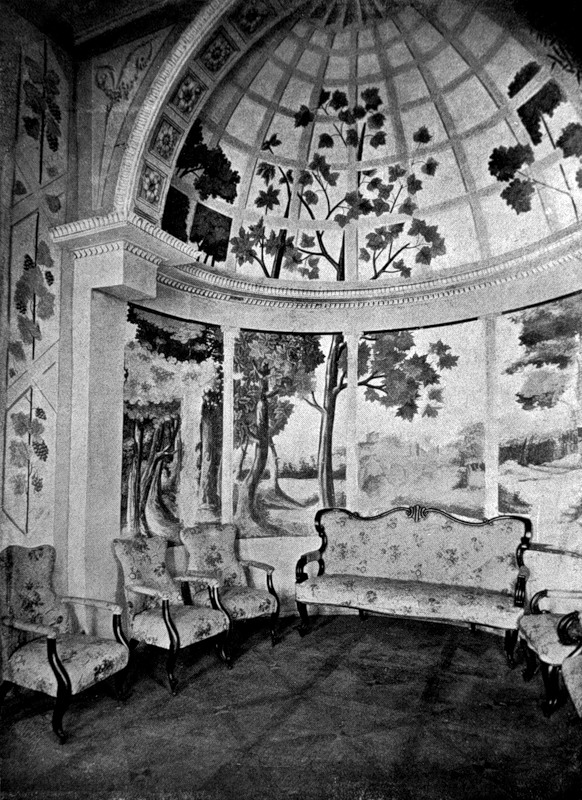
Palais Pokrowskoje
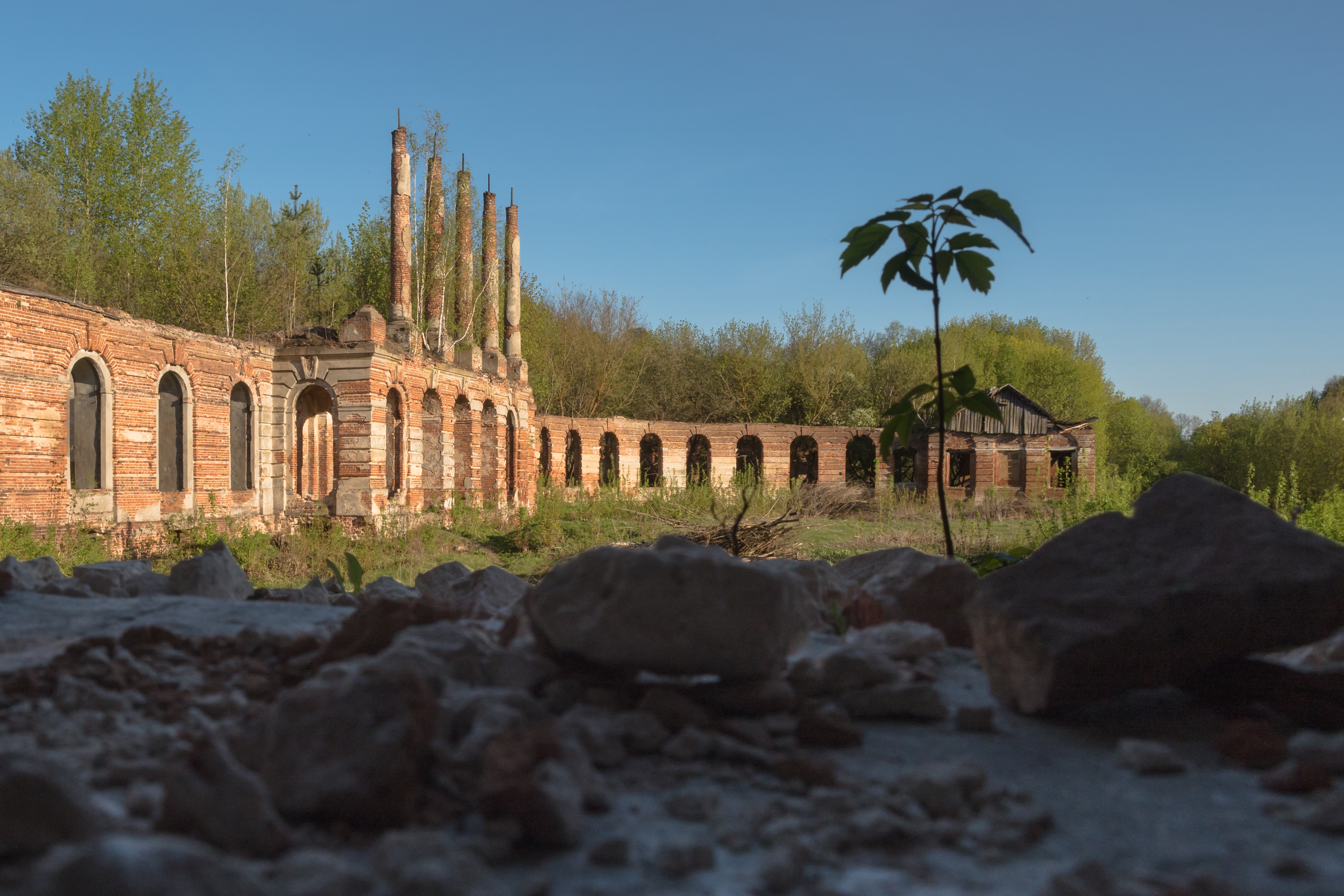
Schloss-Ruine Jekaterinodar in Ljalitschi
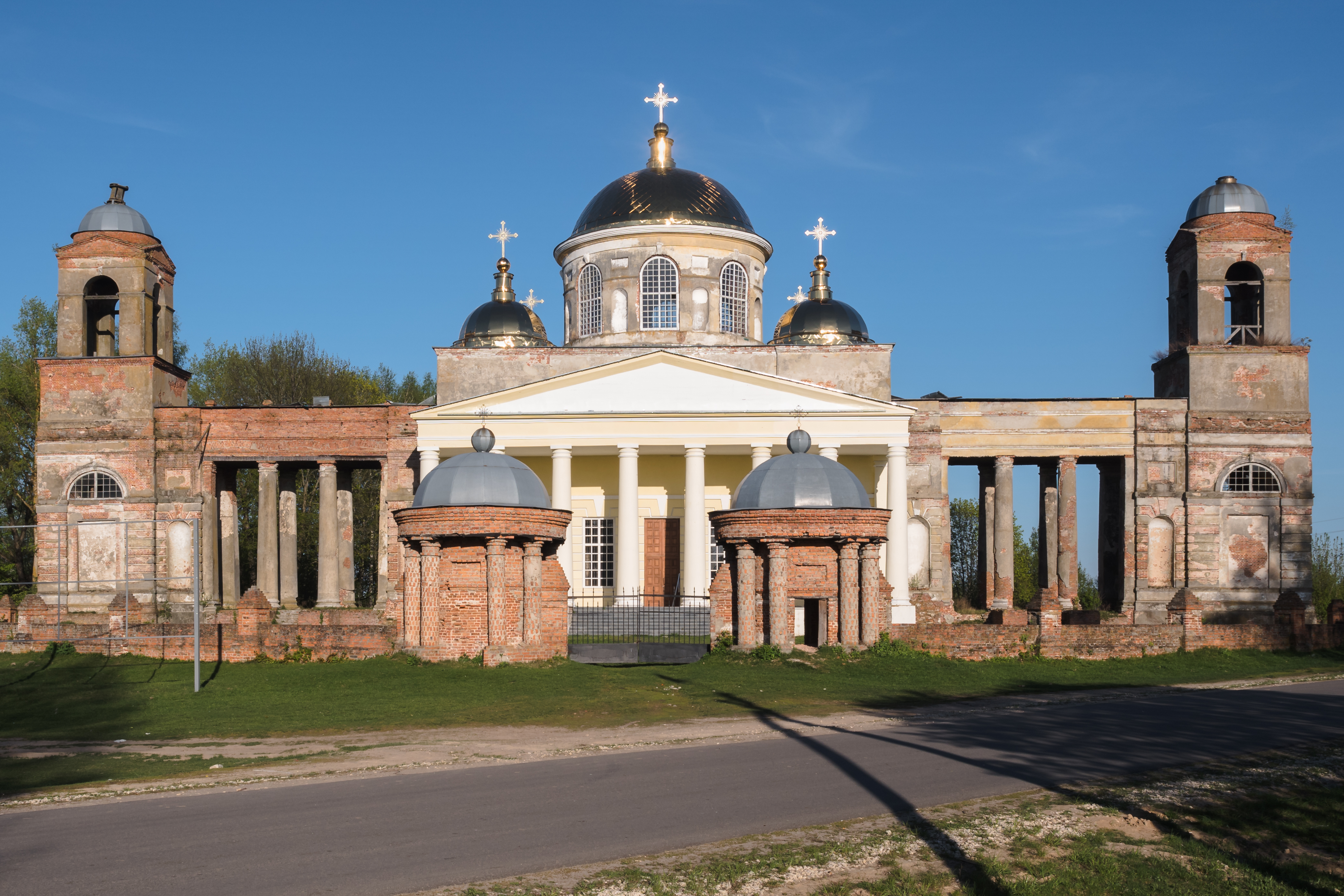
Schloss-Ruine Jekaterinodar mit Katharina-Kirche in Ljalitschi (2013)
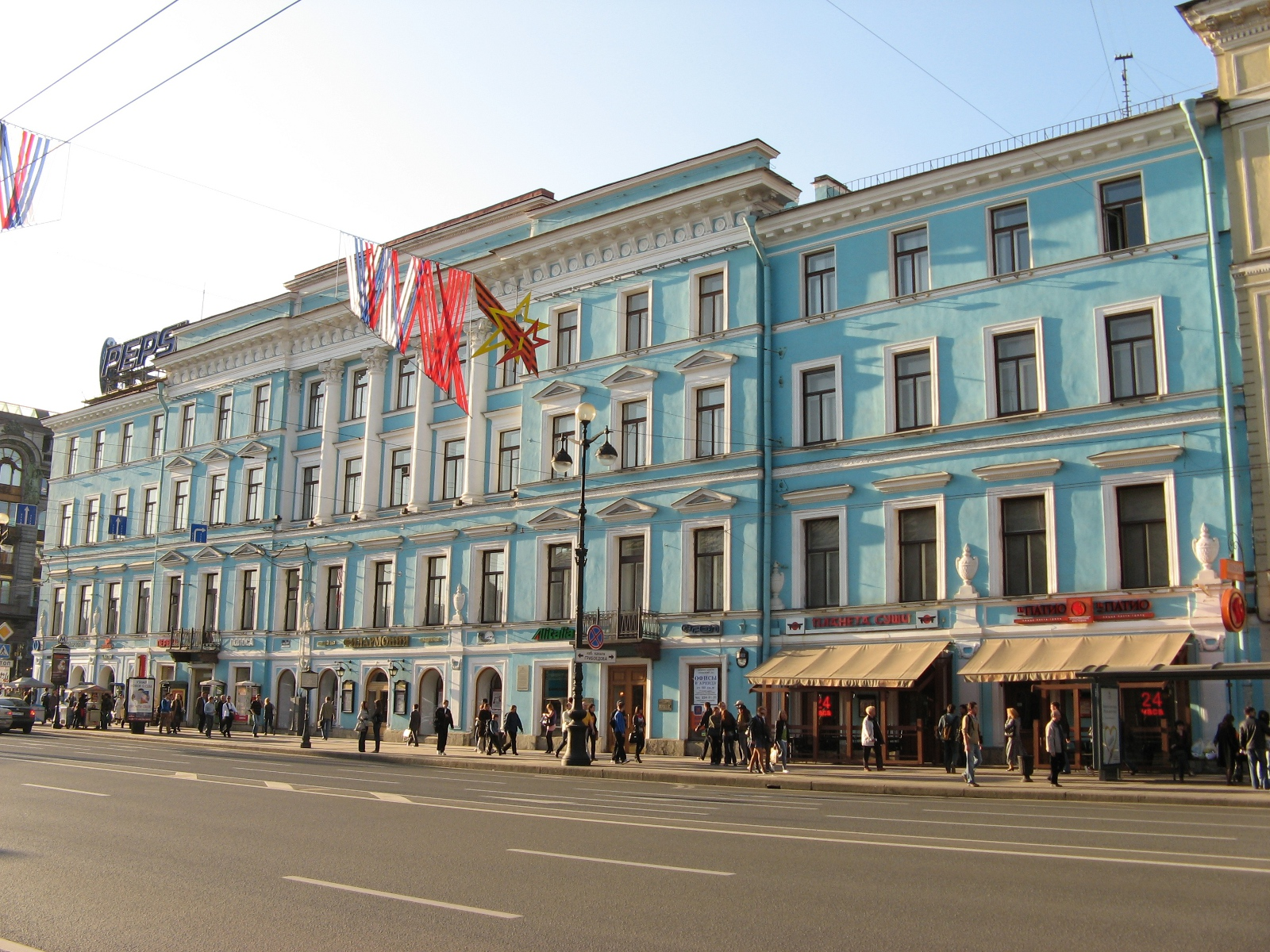
Haus Engelhardt Newski-Prospekt 30 in St. Petersburg